# Synagoge (Dernau)
Die Synagoge in Dernau im rheinland-pfälzischen Landkreises Ahrweiler wurde 1796 im Obergeschoss eines noch heute bestehenden Wohnhauses in der Teichstraße (heutige Hauptstraße) eingerichtet. Sie wurde bis in die Mitte der 1850er Jahre genutzt und 1896 verkauft. 

## Geschichte
Die Bettstube befand sich bereits seit 1796 im Obergeschoss des noch heute existierenden Wohnhauses der Familie Heymann in der Teichstraße (heutige Hauptstraße). Neben den jüdischen Gemeindemitgliedern aus Dernau wurde sie auch bis in die 1840er Jahre von den Mitgliedern der  jüdischen Gemeinde Ahrweiler sowie Lantershofen besucht. Nachdem die jüdischen Gemeindemitglieder ab ca. Mitte der 1850er Jahre die Gottesdienste in Ahrweiler besuchten, wurde der Betsaal nicht mehr verwendet. 1896 verkaufte die Familie Heymann dann das Gebäude.

## Gebäude
Es handelte sich um einen giebelständigen Putzbau mit Satteldach. Im Erdgeschoss befand sich die Wohnung der Hausbesitzer. Der Betsaal befand sich im Obergeschoss des Gebäudes und verfügte über 20 Sitzplätze. Ihm schloss sich ein kleiner Raum an, in dem vermutlich die Frauen der jüdischen Gemeinde bei den Gottesdiensten Platz nahmen. Die Decke des Betsaals war als Kölner Decke ausgeführt und existiert in dieser Form noch heute. Neben dem Eingang zum Betsaal befand sich ein weiterer Raum, der als Schulsaal genutzt wurde. Die Mikwe der jüdischen Gemeinde befand sich wahrscheinlich im Keller des Gebäudes.

## Jüdische Gemeinde Dernau
Erste Juden die auf dem Gebiet von Dernau siedeln werden bereits im 17. Jahrhundert erwähnt. Die jüdische Gemeinde bestand bis 1938.